# Isle Royale National Park
Het Isle Royale National Park is een nationaal park in de Amerikaanse staat Michigan. Het bestaat uit Isle Royale en 450 kleinere eilanden in het Bovenmeer. In 1940 werd het gebied tot nationaal park uitgeroepen. Het wordt door de National Park Service beheerd.
Er leven zo'n duizend elanden en ongeveer vijfentwintig wolven. In de zomer is Isle Royale per boot te bereiken vanuit Houghton.

## Externe link

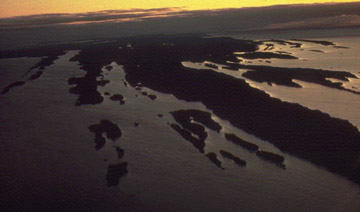
Luchtfoto van Isle Royale